# ラショーン・メリット

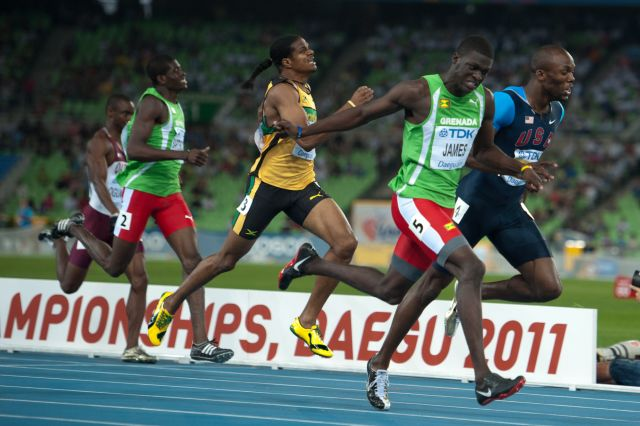
2011年世界陸上のメリット（一番右）

ラショーン・メリット（LaShawn Merritt, 1986年6月27日 - ）は、アメリカ合衆国の陸上競技選手。主に400mを得意としている。メリットは2007年に行われた世界陸上の4×400mリレー金メダリストであり、同大会の400mでは、ジェレミー・ウォリナー（アメリカ）に次いで銀メダルを獲得した。北京オリンピックの400mではウォリナーを下し、金メダルを獲得した。

## 来歴
幼い頃から兄の影響を受けて育つ。5歳から野球を始め、アメリカンフットボールでも自慢の俊足を生かしていたほか、トランペットが抜群に上手かった兄の影響で中学時代は吹奏楽部に所属。トランペットやホルンを演奏し、自身で作曲した曲を吹奏楽部に提供していた。
メリットが13歳の1999年11月、兄が事故に巻き込まれ19歳で死去（大学の寮の窓から何者かに突き落とされたという）。ショックから兄の影響で始めたスポーツはやめてしまうが、陸上をしていた妹の勧めで陸上を始めることとなった。
15歳の時に陸上を本格的に始め、翌年の州大会では400m優勝、100mと200mで2位という成績を残した。同年、ウッドロウ・ウィルソン高校陸上部のアシスタントコーチを務めていたドゥエイン・ミラーと出会って本格的に練習を開始。初めて会った際にドゥエイン・ミラーは「一緒にオリンピックに行こう！」と言い、当時10代だったメリットは大笑いしたという。東カロライナ大学在籍時の2005年2月にプロへ転向したときは、契約するナイキから指定されたプロコーチの下でトレーニングをしていたが、そのコーチはまだ体が出来上がってないメリットに他のプロ選手と同じトレーニングを強制させたためにうまくいかず、2005年のオフに故郷に戻ったメリットはドゥエイン・ミラーにコーチを依頼した。
2004年にインターハイの400m、全米ジュニア選手権の200mと400mを制し、世界ジュニアの代表に選出された。7月の世界ジュニアでは400m、4×100mリレー、4×400mリレーで優勝し、3つの金メダルを獲得。その名を知らしめる。しかも、400mは当年ジュニア世界ランク1位、リレーはともにジュニア世界新であった。本来はロングスプリンターの彼だが、この年は200mでも20秒72の記録（当年の全米ジュニアランク4位）を出していて、4×100mリレーのアンカーにも起用された。
2005年は室内で史上2人目の44秒台を出した。しかし、屋外の全米選手権では400m4位だったため、個人では世界陸上の代表になれなかったが、本戦のリレーでは予選の3走を務めた。2006年はワールドカップ優勝。ジェレミー・ウォリナーが無敵を誇っている状態のため、2番手を追う形だった。
上述の通り、メリットは400mを得意としているが、それだけではなく、200mでも19秒98という好記録を持っている。200mの19秒台、400mの43秒台という記録は、短距離走の「大台」と言われているが、これら2種目でこの記録を達成したのは、マイケル・ジョンソン（200m:19秒32、400m:43秒18）以来で、史上2人目の快挙となった。
2008年の北京オリンピックと2009年のベルリン世界陸上で400mと4×400mリレーで金メダルを獲得したが、2010年ドーピング検査で禁止薬物のテストステロンに陽性反応を示し、暫定的な出場停止処分を受け入れた。出場停止となれば通常2年間であるが、後に21ヶ月に減らされ、2011年の世界選手権に出場する事が可能となった。2011年7月29日ダイアモンドリーグ第11戦で復帰。2011年のテグ世界陸上で400mで銀、4×400mリレーで金メダルを獲得した。しかし、ロンドンオリンピック400mでは途中で脹脛の痛みを訴え、途中棄権した。2015年北京世界陸上では銀メダルに終わった。

## 自己記録
- 100m　10秒56　（2007年3月31日）
- 200m　19秒74　（2016年7月8日）
- 300m　31秒23　（2016年6月11日、世界歴代4位）
- 400m　43秒65　（2015年8月26日、世界歴代9位）

## 主な実績
| 年   | 大会                               | 場所                         | 種目         | 結果 | 記録      | 備考                    |
| ---- | ---------------------------------- | ---------------------------- | ------------ | ---- | --------- | ----------------------- |
| 2004 | 世界ジュニア陸上選手権             | グロッセート（イタリア）     | 400m         | 1位  | 45秒25    |                         |
| 2004 | 世界ジュニア陸上選手権             | グロッセート（イタリア）     | 4×100mリレー | 1位  | 38秒66    | 4走、ジュニア世界記録   |
| 2004 | 世界ジュニア陸上選手権             | グロッセート（イタリア）     | 4×400mリレー | 1位  | 3分01秒09 | 2走、ジュニア世界記録   |
| 2005 | 世界陸上選手権                     | ヘルシンキ（フィンランド）   | 4×400mリレー | 予選 | 3分00秒48 | 3走、2組1着（決勝進出） |
| 2006 | 世界室内陸上選手権                 | モスクワ（ロシア）           | 400m         | 予選 | 記録なし  | 失格                    |
| 2006 | 世界室内陸上選手権                 | モスクワ（ロシア）           | 4×400mリレー | 1位  | 3分03秒24 | 2走                     |
| 2006 | IAAFワールドアスレチックファイナル | シュトゥットガルト（ドイツ） | 400m         | 3位  | 44秒14    | 自己記録                |
| 2006 | IAAF陸上ワールドカップ             | アテネ（ギリシャ）           | 400m         | 1位  | 44秒54    |                         |
| 2006 | IAAF陸上ワールドカップ             | アテネ（ギリシャ）           | 4×400mリレー | 1位  | 3分00秒11 | 3走                     |
| 2007 | 世界陸上選手権                     | 大阪（日本）                 | 400m         | 2位  | 43秒96    | 自己記録                |
| 2007 | 世界陸上選手権                     | 大阪（日本）                 | 4×400mリレー | 1位  | 2分55秒56 | 1走                     |
| 2007 | IAAFワールドアスレチックファイナル | シュトゥットガルト（ドイツ） | 400m         | 1位  | 44秒58    |                         |
| 2008 | オリンピック                       | 北京（中国）                 | 400m         | 1位  | 43秒75    | 自己記録                |
| 2008 | オリンピック                       | 北京（中国）                 | 4×400mリレー | 1位  | 2分55秒39 | 1走、大会記録           |
| 2008 | IAAFワールドアスレチックファイナル | シュトゥットガルト（ドイツ） | 400m         | 1位  | 44秒50    |                         |
| 2009 | 世界陸上選手権                     | ベルリン（ドイツ）           | 400m         | 1位  | 44秒06    |                         |
| 2009 | 世界陸上選手権                     | ベルリン（ドイツ）           | 4×400mリレー | 1位  | 2分57秒86 | 4走                     |
| 2009 | IAAFワールドアスレチックファイナル | テッサロニキ（ギリシャ）     | 400m         | 1位  | 44秒93    |                         |
| 2011 | 世界陸上選手権                     | 大邱（韓国）                 | 400m         | 2位  | 44秒63    |                         |
| 2011 | 世界陸上選手権                     | 大邱（韓国）                 | 4×400mリレー | 1位  | 2分59秒31 | 4走                     |
| 2012 | オリンピック                       | ロンドン（イギリス）         | 400m         | DNF  | 記録なし  |                         |
| 2013 | 世界陸上選手権                     | モスクワ（ロシア）           | 400m         | 1位  | 43秒74    |                         |
| 2013 | 世界陸上選手権                     | モスクワ（ロシア）           | 4×400mリレー | 1位  | 2分58秒71 | 4走                     |
| 2014 | 世界リレー                         | ナッソー（バハマ）           | 4×400mリレー | 1位  | 2分57秒25 | 4走、大会記録           |
| 2014 | IAAFコンチネンタルカップ           | マラケシュ（モロッコ）       | 400m         | 1位  | 44秒60    |                         |
| 2014 | IAAFコンチネンタルカップ           | マラケシュ（モロッコ）       | 4×400mリレー | 3位  | 3分02秒78 | 4走、アメリカ大陸代表   |
| 2015 | 世界リレー                         | ナッソー（バハマ）           | 4×400mリレー | 1位  | 2分58秒43 | 4走                     |
| 2015 | 世界陸上選手権                     | 北京（中国）                 | 400m         | 2位  | 43秒65    |                         |
| 2015 | 世界陸上選手権                     | 北京（中国）                 | 4×400mリレー | 1位  | 2分57秒82 | 4走                     |
| 2016 | オリンピック                       | リオデジャネイロ（ブラジル） | 200m         | 6位  | 20秒19    |                         |
| 2016 | オリンピック                       | リオデジャネイロ（ブラジル） | 400m         | 3位  | 43秒85    |                         |
| 2016 | オリンピック                       | リオデジャネイロ（ブラジル） | 4×400mリレー | 1位  | 2分57秒30 | 4走                     |
| 2017 | 世界リレー                         | ナッソー（バハマ）           | 4×400mリレー | 1位  | 3分2秒13  | 4走                     |
| 2017 | 世界陸上選手権                     | ロンドン（イギリス）         | 400m         | 7sf  | 45秒52    |                         |

## 参考
- スポットライト ラショーン・メリット、『月刊陸上競技』第43巻第5号、講談社、2009年4月号、102-107頁。